# District de Bragance
Pour les articles homonymes, voir Bragance.
Le district de Bragance est un district du Portugal.
Sa superficie est de 6 599,79 km2, ce qui en fait le 5e du pays pour ce qui est de la superficie. Sa population est de 145 486 habitants (2004).
Sa capitale est la ville éponyme de Bragance.

## Composition du district
Le district de Bragance comprend 12 municipalités :
| Nom du district          | Superficie km² | Population (2004) | Densité hab./km² |
| ------------------------ | -------------- | ----------------- | ---------------- |
| Alfândega da Fé          | +0321,96       | +005 688,         | +0017,67         |
| Bragance                 | +1 173,93      | +034 774,         | +0029,62         |
| Carrazeda de Ansiães     | +0280,91       | +007 220,         | +0025,7          |
| Freixo de Espada à Cinta | +0244,49       | +004 014,         | +0016,42         |
| Macedo de Cavaleiros     | +0699,27       | +017 210,         | +0024,61         |
| Miranda do Douro         | +0488,36       | +007 707,         | +0015,78         |
| Mirandela                | +0658,45       | +025 780,         | +0039,15         |
| Mogadouro                | +0757,98       | +010 792,         | +0014,24         |
| Torre de Moncorvo        | +0532,77       | +009 408,         | +0017,66         |
| Vila Flor                | +0265,52       | +007 737,         | +0029,14         |
| Vimioso                  | +0481,47       | +005 105,         | +0010,6          |
| Vinhais                  | +0694,68       | +010 051,         | +0014,47         |
| ~ Ensemble ~             | +6 599,79      | +145 486,         | +0022,04         |

## Région et sous-régions statistiques
En matière statistique, les 12 municipalités du district sont toutes rattachées à la région Nord et, au sein de celle-ci :
- à la sous-région Haut Trás-os-Montes :
Alfândega da Fé, Bragance (Portugal), Macedo de Cavaleiros, Miranda do Douro, Mirandela, Mogadouro, Vimioso, Vinhais ;
- à la sous-région du Douro :
Carrazeda de Ansiães, Freixo de Espada à Cinta, Torre de Moncorvo, Vila Flor.